# Central City (Iowa)
Central City – miasto w Stanach Zjednoczonych, w stanie Iowa, w hrabstwie Linn. 

## Demografia
Zgodnie ze spisem statystycznym z 2000, miasto liczyło 1157 mieszkańców. W 2023 liczba mieszkańców wzrosła do 1241 osób, a gęstość zaludnienia przekroczyła 517 osób/km².